# Літературно-мистецька студія «Орфей»
«Орфей»  — громадська організація. Заснована 1953 при філологічному факультеті Сумського педагогічного інституту (тепер Сумський державний педагогічний університет імені А. С. Макаренка).

## Історія
Літературна студія заснована 1953 на філологічному факультеті Сумського державного педагогічного інституту імені А.С.Макаренка. Перший керівник  — викладач кафедри російської і зарубіжної літератури Микола Мінаков. Після нього студію очолювали Павло Охріменко, Пилип Гаврилов, Анатолій Гризун, Микола Лазарко, Сергій П'ятаченко .
Вихованцями студії у свій час були поети і письменники Володимир Затуливітер, Юрій Царик, Анатолій Гризун, Олександр Педяш, Василь Чубур, Олександр Вертіль, Андрій Поляков Віталій Крикуненко, Ніна Гавриленко, Василь Пазинич та багато інших.

## Цілі та діяльність
Студія об’єднує творчих людей Сумщини, а подекуди і за межами області. Проте більшість членів  —  сум'яни. Часто гостями студії стають творчі особистості із усіх куточків України. 
З 2000 року студією керує поет, науковець, кандидат філологічних наук, доцент Сумського педуніверситету Сергій П’ятаченко.
2001 студія зареєстрована як громадська організація:  
- студія видає літературно-художню газету “Орфей”, щомісячні інформаційні бюлетені та щорічний альманах;
- студія проводить щорічний обласний літературний конкурс для молоді в категоріях "поезія" та "проза";
- студія здійснює щоліта фольклорні експедиції Сумщиною та суміжними областями України й Російської Федерації (Східна Слобожанщина);
- судія стала організатором низки мистецьких акцій: фестивалів, семінарів, виставок, літературних вечорів.

За підтримки Міжнародного фонду “Відродження” у грудні 2002 року з нагоди 50-річчя студії “Орфей” проведений Міжнародний творчий симпозіум  “Нова творчість нового суспільства” за участю провідних науковців та відомих письменників. 
Протягом 2000-2006 року вийшли друком збірки поезій студійців Максима Мошика “Затамували подих небеса”, Лілеї Зоряної (Лілії Лисенко) “Вербова гілочка”, Ольги Бєляєвої “Червоні пахощі гіркого ладану”, Юлії Бурковської “Опісля скриптуму”, Олега Романенка "Абстиненція", "Злочин Ікара", збірка оповідань Аркадія Поважного “Останній ветеран”, "Печера" та інші.
Твори студійців друкувались в обласних альманахах “Слобожанщина”, “Тороки”, "Зерна" та інших. Відбулись виставки живопису і графіки С. П’ятаченка, О. Бєляєвої, С. Передрій.
Студія "Орфей" виступила організатором Сумського міського фестивалю поезії "Ми - Суми", який з 2011 року щорічно проходить в Сумах.
У 2019 році студія "Орфей" започаткувала всеукраїнський конкурс малої прози Open world [Архівовано 9 січня 2021 у Wayback Machine.].